# Giorgio I Šubić
Giorgio I Šubić (in croato Juraj I Šubić Bribirski; 1277 circa – 1302) fu un membro della nobile famiglia croata dei Šubić che ricoprì la carica di conte di Traù,.
Giorgio I Šubić era fratello di Paolo I Šubić, che fu il più potente nobile croato attivo alla fine del XIII secolo e all'inizio del XIV. In Dalmazia, Paolo nominò i suoi fratelli governatori delle città dalmate. Concesse inoltre Spalato al fratello Mladen I, oltre a Sebenico, Nona, Traù e Almissa al fratello Giorgio I.
Quest'ultimo risiedeva principalmente nella fortezza di Clissa, da dove amministrava le città costiere. Morto nel 1302, all'indomani della sua dipartita gli subentrò suo fratello Mladen I.